# آتش‌سوزی در بازار شهر عجمان
آتش‌سوزی در بازار شهر عجمان ۱۵ مرداد ۱۳۹۹ در بازاری در شهر «عجمان» در امارات متحده عربی رخ داد. این آتش‌سوزی مهیب در بازار مرکبات عجمان رخ داد. آتش‌سوزی در بخش ایرانی‌نشین‌های شهر در نزدیکی بیمارستان عجمان رخ داده است که باعث تخلیه این بیمارستان شده است.

## موقعیت
بازار ایرانی عجمان که بیشتر محل فروش مرکبات است، طی ماه‌های گذشته به خاطر شیوع کرونا تعطیل بوده، اما گزارشها از قول شاهدان عینی می‌گویند آتش‌سوزی از این محل آغاز شده‌است. عجمان یکی از هفت امارت، امارات متحده عربی است و مقامات محلی گفته‌اند پس از سه ساعت تلاش آتش‌نشانان، آتش‌سوزی نهایتاً مهار شده‌است.

## علت
از علت حادثه و تلفات احتمالی آن گزارشی منتشر نشده‌است.